# Homps, Gers
Homps är en kommun i departementet Gers i regionen Occitanien i sydvästra Frankrike. Kommunen ligger i kantonen Mauvezin som tillhör arrondissementet Condom. År 2022 hade Homps 111 invånare.

## Befolkningsutveckling
Antalet invånare i kommunen Homps
Referens:INSEE